# Jonathan Vaughters
Jonathan Vaughters (Denver, 10 giugno 1973) è un dirigente sportivo ed ex ciclista su strada statunitense, attivo dal 1994 al 2003, fondatore e general manager del team EF Pro Cycling. Nel 2012 ha ammesso di aver fatto uso di doping, in particolare di EPO, alla fine degli anni Novanta.

## Palmarès

### Strada
- 1995 (Porcelana Santa Clara, due vittorie)

1ª tappa Tour of the Gila
Classifica generale Tour of the Gila
- 1997 (Comptel Data Systems, otto vittorie)

Mount Evans Hill Climb
Classifica generale Stage Race Norman
Classifica generale 89er Stage Race
3ª tappa Tour de Beauce
4ª tappa Tour de Beauce
Classifica generale Tour de Beauce
Classifica generale Cascade Cycling Classic
Campionati statunitensi, Prova a cronometro Elite
- 1998 (US Postal Service, quattro vittorie)

1ª tappa Valley of the Sun Stage Race (cronometro)
2ª tappa Redlands Bicycle Classic (cronometro)
3ª tappa Redlands Bicycle Classic (Oak Glen > Oak Glen)
Classifica generale Redlands Bicycle Classic
- 1999 (US Postal Service, sette vittorie)

Mount Evans Hill Climb
4ª tappa Redlands Bicycle Classic
3ª tappa Critérium du Dauphiné Libéré (Bédoin > Mont Ventoux, cronometro)
Classifica generale Route du Sud
2ª tappa Coors Classic
3ª tappa Coors Classic
Classifica generale Coors Classic
- 2001 (Crédit Agricole, tre vittorie)

4ª tappa Critérium du Dauphiné Libéré (Beaumes-de-Venise > Valréas, cronometro)
2ª tappa Platte Bridge Station Race
Duo Normand (con Jens Voigt)
- 2003 (Prime Alliance, due vittorie)

2ª tappa Solano Bicycle Classic
Mount Evans Hill Climb

#### Altri successi
- 1995 (Porcelana Santa Clara)

Estes Cycling Challenge Colorado
Criterium Nederland
- 1997 (Comptel Data Systems)

Criterium Idaho Springs
- 2001 (Crédit Agricole)

Criterium Breckenridge
Criterium Boulder
Criterium Casper
5ª tappa Tour de France (Verdun > Bar-le-Duc, cronosquadre)
- 2002 (Crédit Agricole)

Criterium Lookout Mountain
Oredigger Classic
Criterium Breckenridge

## Piazzamenti

### Grandi Giri
- Tour de France

1999: ritirato (2ª tappa)
2000: ritirato (10ª tappa)
2001: ritirato (15ª tappa)
2002: ritirato (11ª tappa)
- Vuelta a España

1998: 107º

### Classiche monumento
- Liegi-Bastogne-Liegi

1999: ritirato

### Competizioni mondiali
- Campionati del mondo

San Sebastián 1997 - Cronometro Elite: 15º
San Sebastián 1997 - In linea Elite: ritirato
Valkenburg 1998 - Cronometro Elite: 7º
Valkenburg 1998 - In linea Elite: ritirato
Lisbona 2001 - Cronometro Elite: 36º